# Berry15
berry15（ベリーイチゴ、生年不詳11月5日 - ）は、日本の女性元総合格闘家。血液型はA型。チーム黒船 所属（15としては「所属不明」とされていた）。

## 経歴
全日本女子プロレスに入団し、高橋里枝としてエキシビジョンなどをこなすも怪我により退団、同期でデビュー後に退団した北上知恵美（未来）と共にKAIENTAI DOJOに入団。2002年6月1日、SMACK GIRLでのvsナナチャンチン戦にて高橋エリの名で格闘家デビュー、以降格闘家に参戦するも、ケガなどの理由からプロレスラーとしてデビューにOKで出ないまま退団している。
その後、リングネームを15（いちご）と改名し覆面を被りFWFでレフェリーを務めたりしながら練習を続けSMACK GIRLを主戦場とし、パンクラス等にも参戦した。ラウンドガールなどにも挑戦した。
2006年6月からマスクを脱ぎ素顔となり、リングネームもberry15に改名したが、10月21日の兼谷絵里戦後に網膜裂孔が発覚し引退を決意、11月29日にスマックガール後楽園ホール大会で引退セレモニーを行った。

## 戦績

### 総合格闘技
| 総合格闘技 戦績 | 総合格闘技 戦績 | 総合格闘技 戦績 | 総合格闘技 戦績 | 総合格闘技 戦績 | 総合格闘技 戦績 | 総合格闘技 戦績 |
| --------------- | --------------- | --------------- | --------------- | --------------- | --------------- | --------------- |
| 14 試合         | (T)KO           | 一本            | 判定            | その他          | 引き分け        | 無効試合        |
| 3 勝            | 1               | 0               | 2               | 0               | 0               | 0               |
| 11 敗           | 2               | 4               | 5               | 0               | 0               | 0               |

| 勝敗 | 対戦相手         | 試合結果                                    | 大会名                                                                   | 開催年月日     |
| ×    | 兼谷絵里         | 5分2R終了 判定1-2                           | SMACKGIRL-F 2006 〜西調布女子格ロード vol.1〜                            | 2006年10月21日 |
| ○    | 関友紀子         | 5分2R終了 判定3-0                           | SMACKGIRL 2006 〜頂女決戦〜                                              | 2006年6月30日  |
| ×    | 渡辺久江         | 2R 0:31 KO（右ショートフック）              | SMACKGIRL 2006 〜女神降臨〜                                              | 2006年2月15日  |
| ×    | 伊藤あすか       | 3分3R終了 判定0-3                           | PANCRASE 2005 SPIRAL TOUR                                                | 2005年9月4日   |
| ×    | おっさん         | 5分2R終了 判定1-2                           | SMACKGIRL 2005 〜Road to Dynamic!!〜                                     | 2005年6月28日  |
| ○    | 吉田正子         | 5分2R終了 判定3-0                           | SMACKGIRL 2005 〜COOL FIGHTER LAST STAND〜                               | 2005年4月30日  |
| ×    | バッカス羽鳥     | 5分2R終了 判定0-3                           | SMACKGIRL 2004 〜近藤有希引退記念興行〜                                  | 2004年11月4日  |
| ×    | 内藤晶子         | 2R 1:12 TKO（レフェリーストップ：右膝負傷） | SMACKGIRL 〜Next Cinderella Tournament & SG-F6〜                         | 2004年2月1日   |
| ×    | 菊川夏子         | 2R 1:36 腕ひしぎ十字固め                    | SMACKGIRL Third Season-VII 【JAPAN CUP 2003 ミドル級トーナメント 決勝】  | 2003年11月10日 |
| ○    | ジェット・イズミ | 1R 2:44 TKO（レフェリーストップ：左肘脱臼） | SMACKGIRL Third Season-VII 【JAPAN CUP 2003 ミドル級トーナメント 1回戦】 | 2003年11月10日 |
| ×    | 中村珠美         | 5分2R終了 判定0-3                           | SMACKGIRL Third Season-VI                                                | 2003年8月6日   |
| ×    | 照井和瑛         | 1R 3:01 フロントチョーク                    | SMACKGIRL Third Season-IV                                                | 2003年6月4日   |
| ×    | 辻結花           | 1R 2:01 腕ひしぎ十字固め                    | SMACKGIRL "JAPAN CUP 2002 開幕戦"                                        | 2002年10月5日  |
| ×    | おっさん         | 1R 2:41 腕ひしぎ十字固め                    | SMACKGIRL 〜Dynamic! LAST SUMMER FOREVER in 有明〜                       | 2002年9月1日   |

### グラップリング
| 勝敗 | 対戦相手   | 試合結果                 | 大会名                                                        | 開催年月日   |
| ○    | 浜島佳代子 | 2R 1:20 ヒールホールド   | SMACKGIRL-F & GI-Feminino【SGGルール】                        | 2005年1月8日 |
| ×    | 石原美和子 | 1R 2:10 腕ひしぎ十字固め | SMACKGIRL Third Season-EX 〜GRAPPLER'S holiday〜【SGGルール】 | 2003年7月6日 |

## 得意技
- イチゴショート
- ストロベリーロック
- 腕ひしぎ十字固め

## 入場テーマ曲
- 「イチゴちゃんのテーマ」（ヴェロニカマン）
- For the future（Do As Infinity） - 2006年2月15日の対渡辺久江戦で使用。元同期・未来の入場テーマ曲